# Vitis

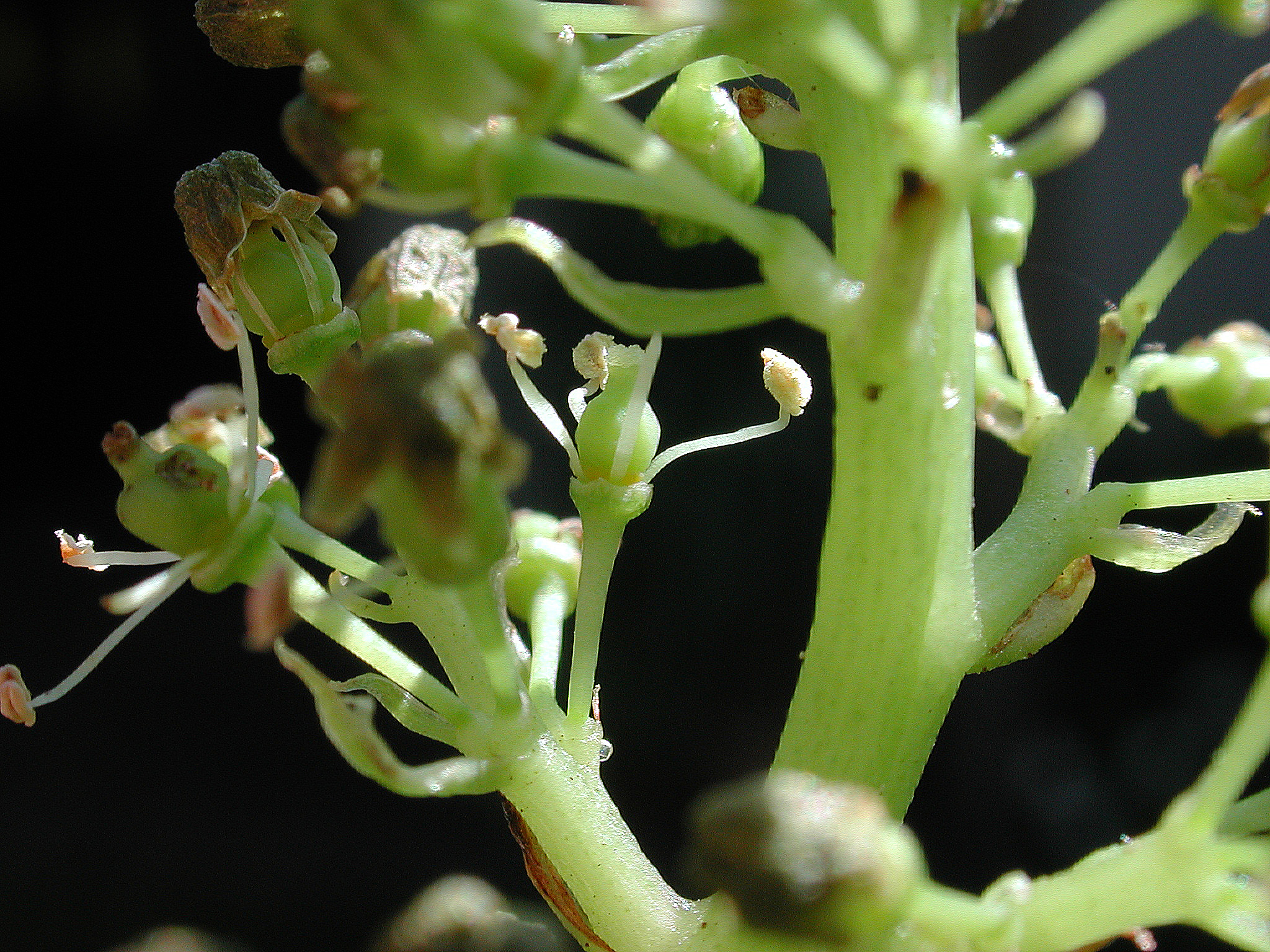
Flor de Vitis vinifera

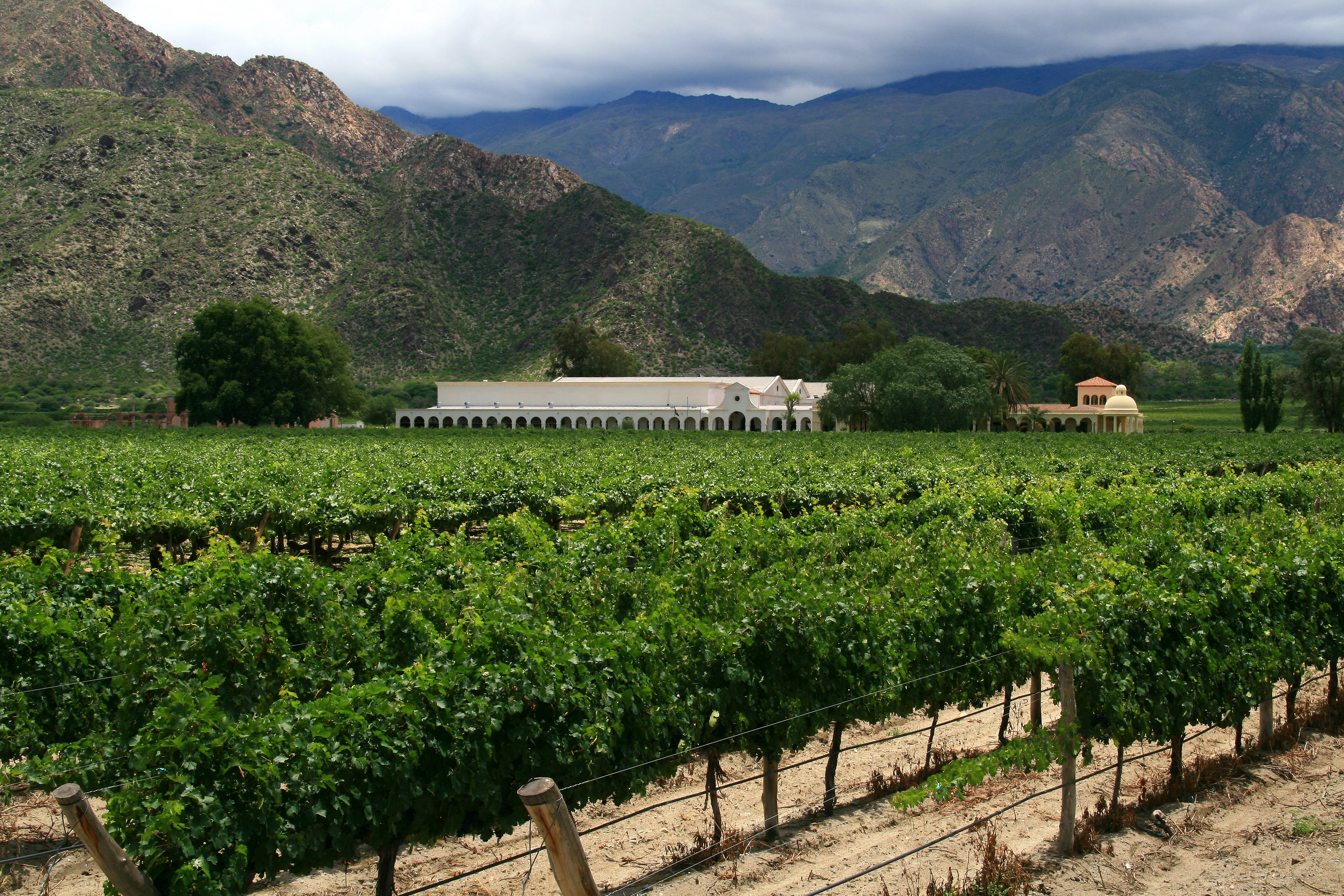
Vides en Cafayate, Argentina.

Vitis es un género con alrededor de sesenta especies aceptadas, de las casi ochocientas descritas, perteneciente a la familia Vitaceae. Se distribuye predominantemente por el hemisferio norte.

## Descripción de la planta
Vitis se diferencia de otros géneros de la familia en que los pétalos florales se mantienen unidos en el ápice separándose en la base para formar una caliptra o "gorra". Las flores son unisexuales o modificadas para funcionar como tales, son pentámeras y con un disco hipógino. El cáliz está muy reducido o es inexistente en la mayoría de las especies. Los capullos florales se forman al final de la estación de crecimiento y permanecen durante el invierno para florecer la primavera siguiente. Producen dos tipos de flores, las estériles con largos filamentos, estambres erectos y pistilos sin desarrollar y las fértiles con pistilos bien desarrollados y cinco estambres sin desarrollar. El fruto es la uva, una baya ovoide.
El fruto de V. vinifera se utiliza comercialmente para su consumo como uvas frescas y para la elaboración de vino. Otras especies se utilizan como portainjertos.

## Especies aceptadas
- Vitis aestivalis Michx.
- Vitis amazonica (Linden) G.Nicholson
- Vitis amurensis Rupr.
- Vitis balansana Planch.
- Vitis bashanica P.C.He
- Vitis bellula (Rehder) W.T.Wang
- Vitis berlandieri Planch.
- Vitis betulifolia Diels & Gilg
- Vitis biformis Rose
- Vitis bloodwothiana Comeaux
- Vitis bourgaeana Planch.
- Vitis bryoniifolia Bunge
- Vitis chunganensis Hu
- Vitis chungii F.P.Metcalf
- Vitis cinerea (Engelm.) Engelm. ex Millardet
- Vitis cissoides (Blume) Backer
- Vitis coignetiae Pulliat ex Planch.
- Vitis cordifolia Lam.
- Vitis davidii (Rom.Caill.) Foëx
- Vitis enneaphylla (Vell.) Eichler
- Vitis erythrophylla W.T. Wang
- Vitis fengqinensis C.L. Li
- Vitis figariana (Webb) Baker
- Vitis flexuosa Thunb.
- Vitis glabrata (Blume) Backer
- Vitis hancockii Hance
- Vitis heyneana Roem. & Schult.
- Vitis hui W.C.Cheng
- Vitis jinggangensis W.T.Wang
- Vitis jinzhainensis X.S.Shen
- Vitis labrusca L.
- Vitis lanceolatifoliosa C.L.Li
- Vitis longquanensis P.L.Chiu
- Vitis luochengensis W.T. Wang
- Vitis menghaiensis C.L. Li
- Vitis mengziensis C.L. Li
- Vitis nesbittiana Comeaux
- Vitis papillosa (Blume) Backer
- Vitis piasezkii Maxim.
- Vitis pilosonerva F.P.Metcalf
- Vitis popenoei Fennell
- Vitis pseudoreticulata W.T. Wang
- Vitis pubescens (Schltdl.) Hemsl.
- Vitis retordii Rom. Caill. ex Planch.
- Vitis rhomboidea (E.Mey. ex Harv.) Szyszyl.
- Vitis riparia Michx.
- Vitis romanetii Rom. Caill.
- Vitis rotundifolia Michx.
- Vitis rupestris Scheele
- Vitis ruyuanensis C.L. Li
- Vitis scortechinii (King) Ridl.
- Vitis shenxiensis C.L. Li
- Vitis silvestrii Pamp.
- Vitis sinocinerea W.T. Wang
- Vitis sinuata (Pursh) G Don
- Vitis thunbergii Siebold & Zucc.
- Vitis tiliifolia Humb. & Bonpl. ex Schult.
- Vitis tsoi Merr.
- Vitis tsukubana (Makino) Maekawa
- Vitis vinifera L.
- Vitis vulpina L.
- Vitis wenchowensis C. Ling
- Vitis wilsoniae H.J.Veitch
- Vitis wuhanensis C.L. Li
- Vitis yuenlingensis W.T. Wang
- Vitis yunnanensis C.L. Li
- Vitis zhejiang-adstricta P.L.Chiu[2]

## Enemigos
Los grandes enemigos de la vid son: las malas condiciones meteorológicas, el granizo, las fuertes heladas, las lluvias excesivas, los vientos huracanados; también existen insectos devastadores de estas plantaciones; y se producen en ellas terribles plagas y enfermedades.
Algunas de las principales enfermedades que sufren son el mildiu, oídio, filoxera, antracnosis y el black-rot.